# ساكيدا-ترازييرا
بلدية ساكيدا-ترازييرا (بالإسبانية: Saceda-Trasierra)‏، هي إحدى بلديات مقاطعة قونكة إحدى مقاطعات إسبانيا، و التي تقع في منطقة قشتالة لا منتشا وسط البلاد، و المائلة لجهة الشرق من طوبال زكرياء.
يبلغ عدد سكانها 117 نسمة وفقاً لإحصائية سنة (2007).